# Spoorbrug De Vink
De Spoorbrug De Vink in de Nederlandse stad Leiden, overspant de Oude Rijn en maakt deel uit van de Spoorlijn Amsterdam - Rotterdam. Er zijn in feite twee spoorbruggen met twee sporen naast elkaar, een zogenaamde tweelingbrug.

## Historie
In 1842 werd hier een eikenhouten rolbrug gebouwd, ontworpen door F.W. Conrad. De brug had 5 overspanningen, vier daarvan waren vast en een was beweegbaar. Deze brug werd in 1863 vervangen door een gietijzeren kraanbrug, omdat het eikenhouten exemplaar te veel verzwakt was. Aangezien de kraanbrug te licht was voor zware treinen met hoge snelheid, werd deze in 1891 vervangen door een draaibrug. In 1967 werd de draaibrug vervangen door een ophaalbrug. De huidige bruggen, die hoger zijn dan de brug uit 1967, dateren uit de periode 1987-1996 en zijn gebouwd in het kader van de spoorverdubbeling Leiden - Den Haag HS. 

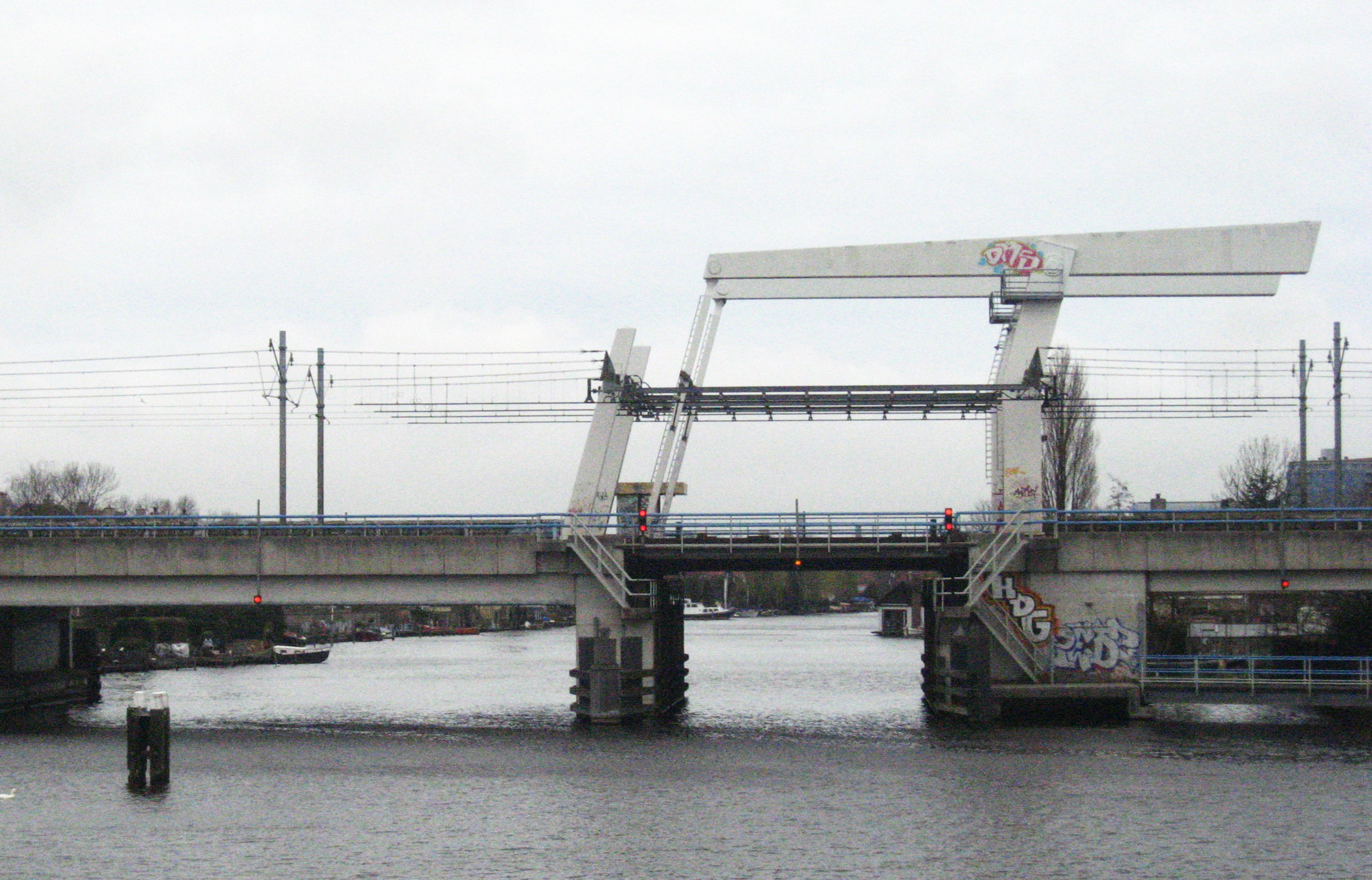
Spoorbrug De Vink

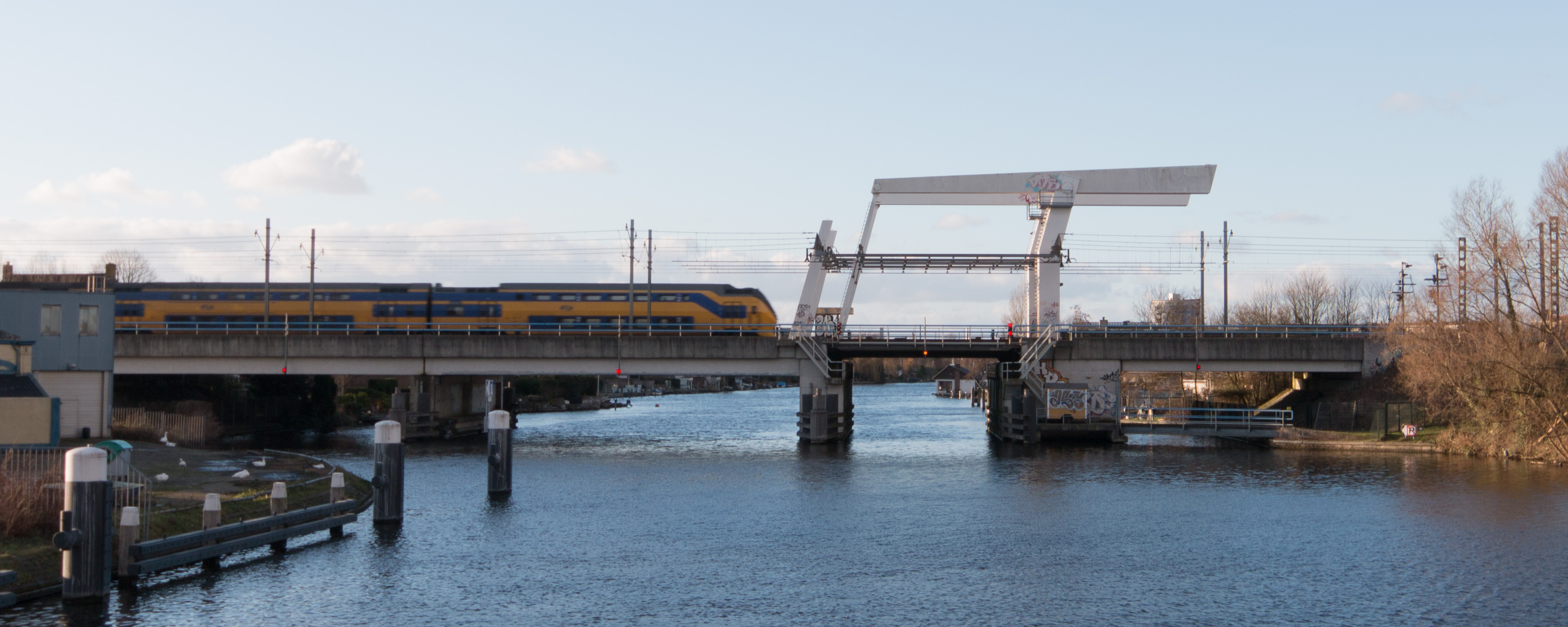
Spoorbrug De Vink

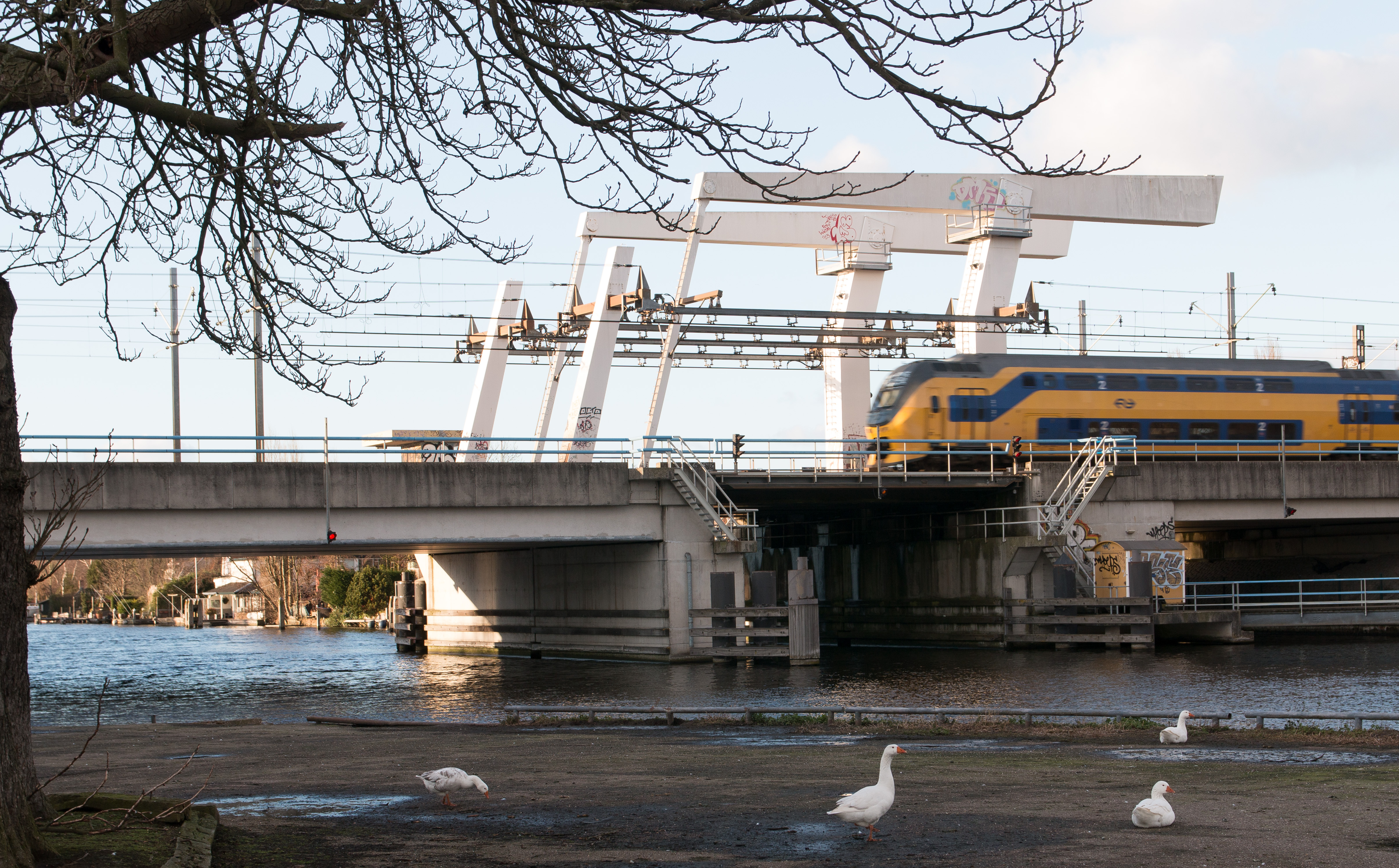
Spoorbrug De Vink